# 반스 & 노블
반스 & 노블(영어: Barnes & Noble, Inc.)은 미국에서 가장 큰 서점 체인이다. 2013년 4월 기준으로 미국 전역에 총 675 점포를 운영하고 있다.